# Episodi di Sneaky Pete (seconda stagione)
La seconda stagione della serie televisiva Sneaky Pete, composta da 10 episodi, è stata pubblicata negli Stati Uniti il 9 marzo 2018 su Amazon Video.
In Italia la stagione è stata interamente pubblicata lo stesso giorno della pubblicazione americana sempre sul servizio streaming Amazon Video.
| nº | Titolo originale                           | Titolo italiano                             | Pubblicazione USA | Pubblicazione Italia |
| -- | ------------------------------------------ | ------------------------------------------- | ----------------- | -------------------- |
| 1  | The Sinister Hotel Room Mystery            | Il sinistro mistero nella camera d'albergo  | 9 marzo 2018      | 9 marzo 2018         |
| 2  | Inside Out                                 | Tutto alla rovescia                         | 9 marzo 2018      | 9 marzo 2018         |
| 3  | Man on the Run                             | Uomo in fuga                                | 9 marzo 2018      | 9 marzo 2018         |
| 4  | Maggie                                     | Maggie                                      | 9 marzo 2018      | 9 marzo 2018         |
| 5  | The Tower                                  | La torre                                    | 9 marzo 2018      | 9 marzo 2018         |
| 6  | 11 Million Reasons You Can't Go Home Again | 11 milioni di motivi per non tornare a casa | 9 marzo 2018      | 9 marzo 2018         |
| 7  | The Reluctant Taxidermist                  | Il tassidermista riluttante                 | 9 marzo 2018      | 9 marzo 2018         |
| 8  | Marius Josipovic                           | Marius Josipovic                            | 9 marzo 2018      | 9 marzo 2018         |
| 9  | Buffalo Soldiers                           | Buffalo Soldiers                            | 9 marzo 2018      | 9 marzo 2018         |
| 10 | Switch                                     | Lo scambio                                  | 9 marzo 2018      | 9 marzo 2018         |